# Penal Reform International
Penal Reform International (PRI) ist eine 1989 gegründete Nichtregierungsorganisation, die sich weltweit für Strafrechtssysteme einsetzt, die die Menschenrechte für alle wahren und keinen Schaden anrichten. PRI ist in den Niederlanden als gemeinnütziger Verein registriert, hat Geschäftsstellen in Den Haag und London und unterhält Regionalbüros in Amman, Bischkek, Kampala, London, Astana und Tiflis (Stand 2021). PRI hat beratenden Status bei den Vereinten Nationen (ECOSOC), der Interparlamentarischen Union, der Afrikanischen Kommission für Menschenrechte und Rechte der Völker, dem Afrikanischen Expertenausschuss für die Rechte und das Wohlergehen des Kindes und dem Europarat. PRI-Vorsitzender ist (Stand 2021) Dirk van Zyl Smit, Professor für vergleichendes und internationales Strafrecht an der britischen University of Nottingham.
Forschungs- und Kampagne-Themen der PRI sind unter anderem:
- Alternativen zum Freiheitsentzug
- Abschaffung der Todesstrafe
- Verhinderung von Folter
- Gerechtigkeit für Kinder im Freiheitsentzug
- Verhältnismäßige Verurteilung
- Vorgerichtliche Justiz
- Haftbedingungen, einschließlich gesundheitlicher Aspekte
- Rehabilitation und Wiedereingliederung von Gefangenen
- Frauen im Strafrechtssystem[3]